# 甘い股関節
「甘い股関節」（あまいこかんせつ）は、日本の女性アイドルであった大堀恵が「大堀めしべ」の名義でリリースした楽曲。楽曲は秋元康により作詞、後藤次利により作曲されている。2008年10月15日に大堀のソロシングルとして発売された。
女性アイドルグループ・AKB48メンバーとして初のソロシングルである。今までAKB48の発売記念イベントは握手会のみだったが、本楽曲の発売記念イベントとしてハグ会が実施された。楽曲のシングルCDにはDVDが付属しており、日テレ屋webで購入すると特典として「めしべ応援ハンカチレプリカ色紙」（めしべの香り付き）がプレゼントされる。
楽曲の振り付けはパパイヤ鈴木が担当している。
2008年8月25日放送の『AKB0じ59ふん!』でソロデビューとノルマ1万枚が発表され、翌週から『最高齢アイドル 大堀めしべ25歳 ソロ・デビューへの道』と題した応援企画が開始された。発売から1か月でノルマを達成できなかった場合、AKB48を強制卒業というルールが課せられたが、最終的には1万125枚を売り上げ、メンバー残留が決定した。
楽曲のミュージック・ビデオには大島麻衣、川崎希、佐藤由加理、大島優子（当時全員AKB48のメンバー）がキャバクラ嬢役で出演している。ビデオ内の「売り上げランキング」には小嶋陽菜、篠田麻里子、野呂佳代（当時全員AKB48のメンバー）が名前だけ登場している。
楽曲は日本テレビ『AKB0じ59ふん!』挿入歌および日本テレビ・中京テレビ『AKBINGO!』挿入歌となった。

## シングル収録トラック
| #  | タイトル                   | 作詞   | 作曲     | 編曲     |
| -- | -------------------------- | ------ | -------- | -------- |
| 1. | 「甘い股関節」             | 秋元康 | 後藤次利 | 後藤次利 |
| 2. | 「甘い股関節（カラオケ）」 |        |          |          |

| #  | タイトル                         | 作詞 | 作曲・編曲 |
| -- | -------------------------------- | ---- | ---------- |
| 1. | 「「甘い股関節」ビデオクリップ」 |      |            |